# خورخه لوئیس گابریچ
خورخه لوئیس گابریچ (اسپانیایی: Jorge Luis Gabrich‎؛ زادهٔ ۱۴ اکتبر ۱۹۶۳) بازیکن سابق فوتبال اهل آرژانتین است که در مسابقات قهرمانی جوانان جهان در سال ۱۹۸۳ بازی می‌کرد و در این مسابقات همراه با تیم ملی فوتبال آرژانتین مقام دوم را کسب کرد و همچنین جایزه کفش برنز را به‌خاطر عملکرد خوبش دریافت کرد.

## دوران حرفه‌ای
گابریچ در چاوت، سانتافه به‌دنیا آمد، فوتبال حرفه‌ای را با تیم محلی نیولز اولد بویز در سن ۱۶ سالگی شروع کرد.
گابریچ پس از عملکرد خود در مسابقات قهرمانی جوانان در سال ۱۹۸۳، با باشگاه فوتبال بارسلونا در لالیگا اسپانیا قرارداد امضا کرد. با این حال، به دلیل محدودیت در تعداد بازیکنان خارجی در تیم، او در تیم "B" بازی خود را آغاز کرد و پس از مصدومیت دیگو مارادونا تنها دو بازی در لالیگا برای این باشگاه بازی کرد.
گابریچ بعداً در لیگ فرانسه و سپس در مکزیک بازی کرد و پس از آن به آرژانتین بازگشت تا دوباره برای نیولز بازی کند. او در ۳۲ سالگی بازنشسته شد.

## افتخارات
- دسته برتر فوتبال مکزیک ۱۹۹۳–۹۴